# Dieguinho (calciatore 2007)
Dieguinho, pseudonimo di Diego da Cruz Lopes (16 settembre 2007), è un calciatore brasiliano, attaccante del Corinthians.

## Caratteristiche tecniche
Di ruolo ala destra, può giocare anche in posizione più centrale da trequartista.

## Carriera
Cresciuto nel settore giovanile del Corinthians, ha firmato il suo primo contratto professionistico nell'ottobre del 2023; il 19 aprile 2025 ha debuttato in prima squadra nell'incontro di prima divisione brasiliana vinto 2-1 contro lo Sport Recife.

## Statistiche

### Presenze e reti nei club
Statistiche aggiornate al 17 agosto 2025.
| Stagione        | Squadra         | Campionato      | Campionato | Campionato | Coppe nazionali | Coppe nazionali | Coppe nazionali | Coppe continentali | Coppe continentali | Coppe continentali | Altre coppe | Altre coppe | Altre coppe | Totale | Totale | Totale |
| Stagione        | Squadra         | Comp            | Pres       | Reti       | Comp            | Pres            | Reti            | Comp               | Pres               | Reti               | Comp        | Pres        | Reti        | Pres   | Reti   |        |
| --------------- | --------------- | --------------- | ---------- | ---------- | --------------- | --------------- | --------------- | ------------------ | ------------------ | ------------------ | ----------- | ----------- | ----------- | ------ | ------ | ------ |
| 2025            | Corinthians     | A1/SP+A         | 0+5        | 0          | CB              | 0               | 0               | -                  | -                  | -                  | -           | -           | -           | 5      | 0      |        |
| Totale carriera | Totale carriera | Totale carriera | 5          | 0          |                 | 0               | 0               |                    | -                  | -                  |             | -           | -           | 5      | 0      |        |

## Palmarès

### Club

#### Competizioni statali
- Campionato paulista: 1

Corinthians: 2025